# Baka (Eslovàquia)
Baka és un poble i municipi d'Eslovàquia que es troba a la regió de Trnava, a l'oest del país.La primera menció escrita de la vila es remunta al 1264.
| Godina             | 1994 | 2004   | 2014   | 2024   |
| ------------------ | ---- | ------ | ------ | ------ |
| Nombre de persones | 1118 | 1120   | 1105   | 1130   |
| Diferència         |      | +0,17% | −1,33% | +2,26% |

| Godina             | 2023 | 2024   |
| ------------------ | ---- | ------ |
| Nombre de persones | 1136 | 1130   |
| Diferència         |      | −0,52% |